# EVS Euregio Verkehrsschienennetz
Die EVS EUREGIO Verkehrsschienennetz GmbH (EVS) mit Firmen- und Betriebssitz in Stolberg (Rheinland) ist eine private, nichtbundeseigene Eisenbahngesellschaft und als Eisenbahninfrastrukturunternehmen im Großraum Aachen/Eschweiler/Düren tätig. 
Die EVS wurde 1999 von der BSR Naturstein-Aufbereitungs-GmbH mit Sitz in Stolberg gegründet und hat am 12. Oktober 2000 ein 69 Kilometer langes Streckennetz von der Deutschen Bahn übernommen, das u. a. (Stand 2018) auf 47 Kilometern im Personenverkehr von der Regionalbahn RB 20 (Euregiobahn) bedient wird. 

## Infrastruktur

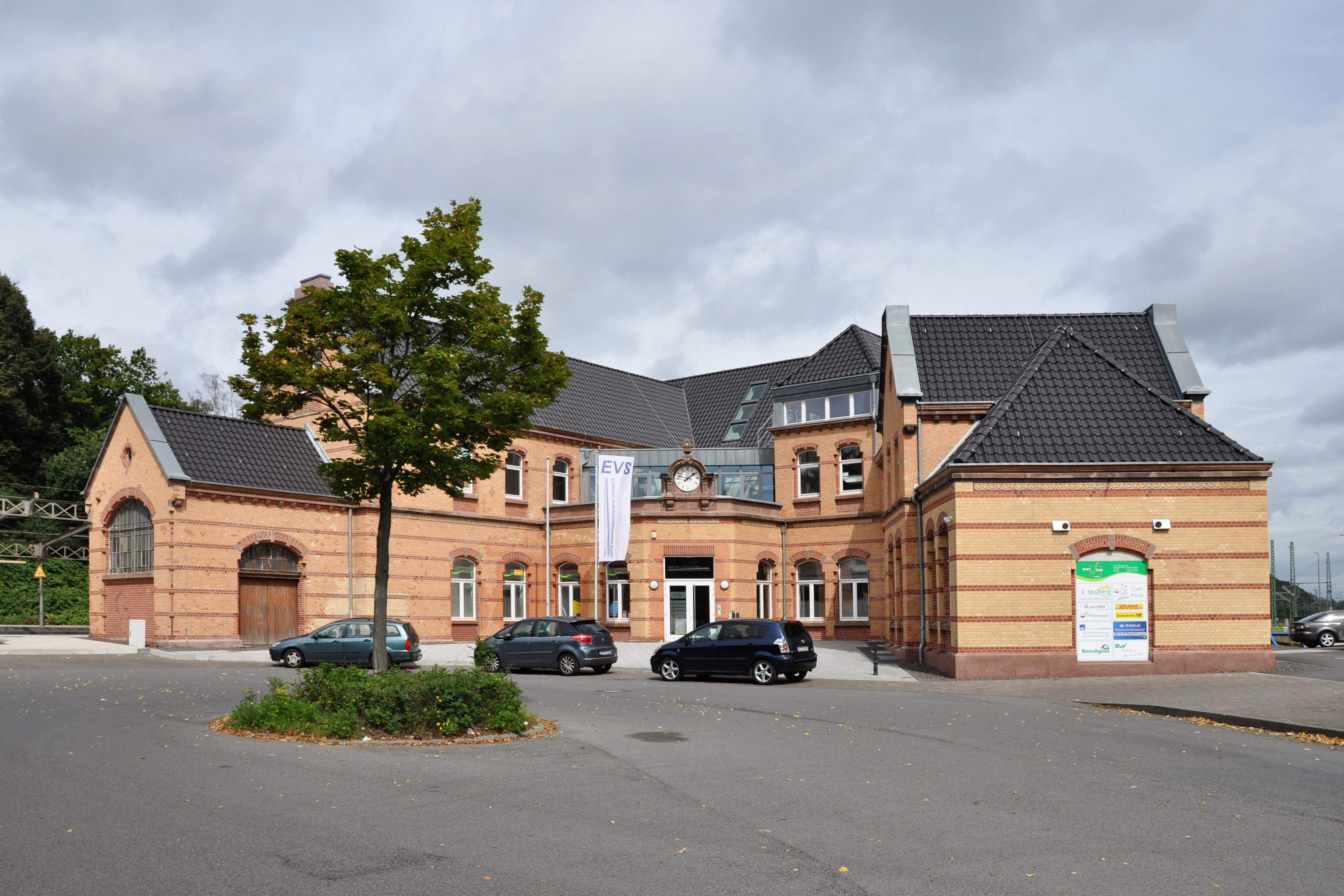
Firmensitz und Stellwerk der EVS

Die übernommenen Strecken sind (Stand 2019):
- Strecke 2572, Stolberg–Walheim (b Aachen) und deren Fortsetzung auf der Vennbahn über Walheim (b Aachen) bis Schmithof (Grenze)
- Strecke 2570, Herzogenrath–Stolberg
- Strecke 2555/56, Alsdorf-Kellersberg–Siersdorf
- Strecke 2571, Stolberg–Frenz
- Strecke 2544, Abzw. Quinx–Anschlussstelle SMT

Außerdem ist die EVS Eigentümerin der von ihr errichteten Neubaustrecke Eschweiler-Weisweiler–Langerwehe. In Stolberg verfügt sie zudem im Güterbahnhof über 20 Kilometer Gleise.
Im Juni 2009 wurde mit der Neubaustrecke die erste Strecke der EVS durch ein elektronisches Stellwerk (ESTW) betrieben, die weiteren Strecken wurden in den Folgejahren ebenfalls an das ESTW angeschlossen. Seit Juni 2012 liegen der Firmensitz und die Leitstelle der EVS im Bahnhofsgebäude des Stolberger Hauptbahnhofs.
Bis zur Schließung wurden von Januar 2019 bis April 2020 aus Italien und Kroatien kommende Vorprodukte für die ESW-Röhrenwerke im Bahnhof Eschweiler-Aue umgeladen, die bislang im Güterbahnhofsbereich des Stolberger Hauptbahnhofs an der Haldenstraße (Atsch) umgeschlagen und per Lkw ins Röhrenwerk geliefert wurden. Die EVS Euregio Verkehrsschienennetz ließ zu diesem Zweck eine großflächige Verladezone im Bahnhof schaffen. Die Werkslokomotive „ESW2“ wurde im November 2023 zu den Eisenbahnfreunde Grenzland e. V. in das belgische Raeren verbracht.

## Leistungen
Gegenstand des Unternehmens ist gem. Handelsregister der öffentliche Betrieb eines Eisenbahnverkehrsunternehmens im Sinne des § 3 AEG sowie eines Eisenbahninfrastrukturunternehmens, insbesondere die Vorhaltung und Unterhaltung von Gleisen mit den dazugehörigen Anlagen, einschließlich von Bahnhöfen und Haltepunkten.

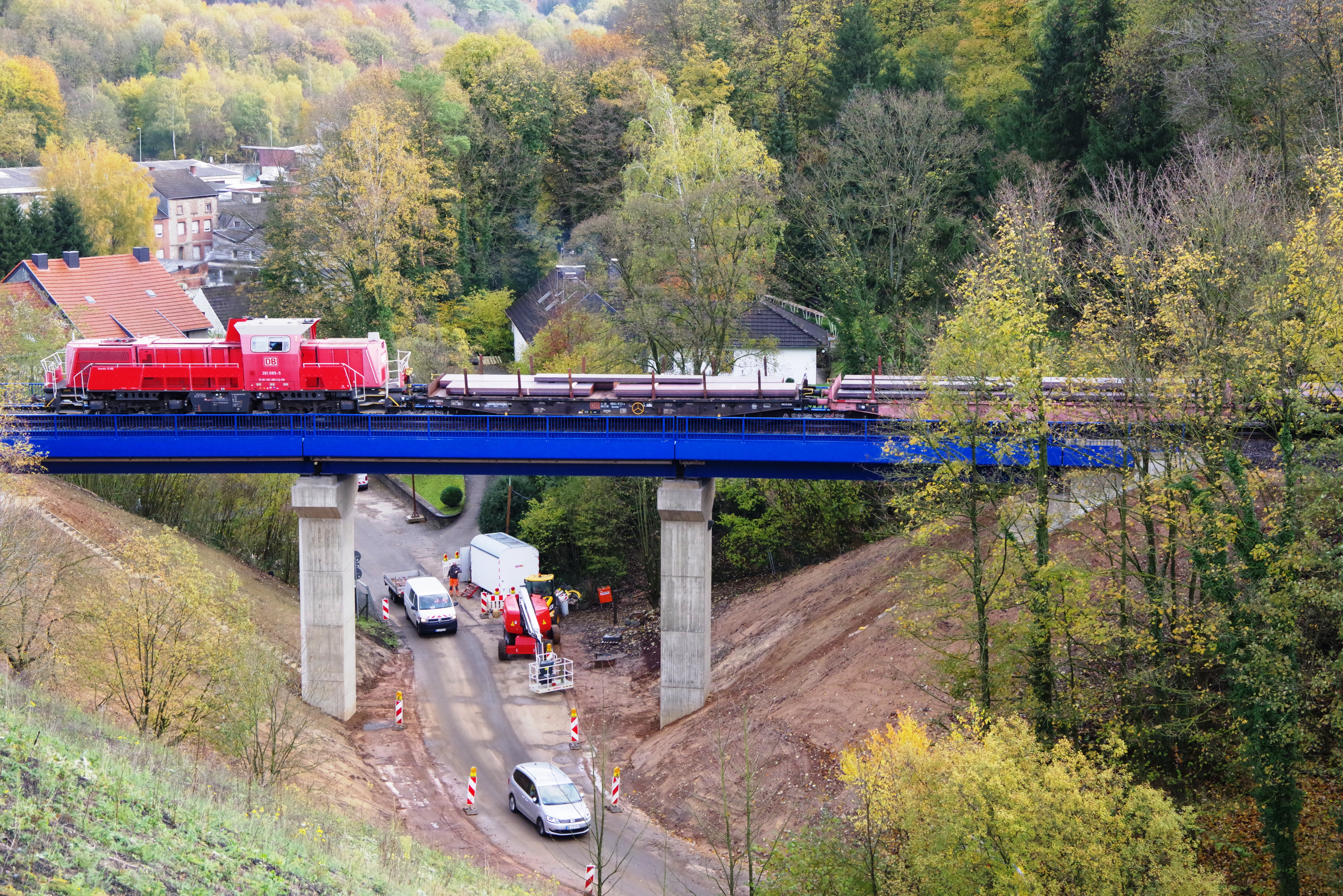
Wiederinbetriebnahme des erneuerten Rüstbachtal-Viadukts im November 2019

Streckennetz EVS 2017

Die EVS arbeitet an der Reaktivierung betrieblich stillgelegter Bahnstrecken und leistet die Betriebsführung bei NE-Bahnen.
Dazu zählt auch der Bau neuer, moderner Haltepunkte und Verknüpfungsanlagen an den reaktivierten und neuen Strecken. Des Weiteren arbeitet sie an der Bereitstellung und Vermarktung ihrer Strecken für den regionalen und überregionalen Güterverkehr. Bezüglich eines Personenverkehrs bestehen Verträge mit dem Zweckverband NVR, der die Leistungen ausschreibt. Bei Bauarbeiten und Instandhaltungsarbeiten auf dem eigenen Streckennetz führt die EVS das Projektmanagement durch; sie errichtet und unterhält die Leit- und Sicherungstechnik, z. B. an Bahnübergängen, und Anschlussgleise. Ferner beschäftigt sie sich mit der Landschaftspflege an ihren Strecken.
Aktuell wird an der Schienenanbindung von Breinig gearbeitet. Im März 2019 wurde dazu das Rüstbach-Viadukt gesprengt und bis November 2019 erneuert.